# Вио, Теофиль де
Теофиль де Вио (фр. Théophile de Viau, между мартом и маем 1590, Клерак-ан-Ажнэ — 25 сентября 1626, Париж), обыкновенно называемый просто Теофилем, — французский писатель XVII века, переводчик, поэт и драматург; представитель либертинажа.

## Биография
Теофиль был родом из протестантской семьи. Учился в Нераке, Монтобане, Бордо и Сомюре. Прибыл в Париж в 1610 г., был популярным среди молодых аристократов, вёл распущенный образ жизни. В 1613 — 1615 учился в Лейденском университете с Гезом де Бальзаком, поддерживал с ним интимные отношения, затем шумно рассорился. Поступив на службу к герцогу Монморанси, он сочинял балеты для придворных представлений, а в 1617 г. поставил с большим успехом трагедию «Пирам и Фисба» (Pyrame et Thisbé), прославившую его и положившую начало изысканному и аффектированному стилю во французской литературе.
Злой язык Теофиля — в связи с его кальвинизмом, гомосексуальностью и вольнодумством — создал ему сильных врагов. Обвинённый в сочинении безбожных и непристойных произведений, он был изгнан (1619) и провёл два года в Англии. Получив разрешение возвратиться во Францию и отрёкшись от кальвинизма (по возвращении на родину он принял католичество), сопутствовал королю в походах 1621—1622 г., но полностью от гонения не избавился. Всего больше повредило ему появление «Сатирического Парнаса» (Parnasse Satirique) (1622), особенно второе издание (1623) этого сборника непристойнейших рассказов, которое было сделано под его именем, но без его согласия. Сам Теофиль утверждал, что подкупленный типограф вставил в его произведение грязные и богохульные стихи.
Иезуиты преследовали поэта с ожесточением, хотя в сборнике содержались и стихи других поэтов-вольнодумцев; иезуит Гарасс издал против него целый том обличений — «La doctrine curieuse des beaux ésprits de ce temps» (1623). По обвинению в безнравственности и неверии в Бога Теофиль был присуждён к публичному покаянию и смертной казни через сожжение и заключён в Консьержери, в ту самую камеру, где сидел Равальяк; двухлетнее томление в тюрьме в ожидании окончательного приговора (1625 г.) закончилось смягчением парламентом сурового смертного приговора с заменой его вечной ссылкой. Благодаря герцогу Монморанси поэту разрешили тайно проживать в Париже, где он вскоре и умер.

## Творчество
Известность Теофиля основана на его «Пирам и Фисба» (кроме неё, он написал в 1621 г. ещё одну — неудачную — трагедию, "Pasiphaé"). Буало издевался над её «маринизмом»; кое-что из неё приводится в риториках как образец безвкусицы; но она все-таки держалась на сцене вплоть до Корнеля.
Более свободен Теофиль от манерности в своей лирике («Утро», «Одиночество», ода королю) и особенно в простой и сильной прозе. В первом издании «Oeuvres» Теофиля (1621) заключаются «Poésies diverses», «Трактат о бессмертии души» и латинская сказка «Лариса»; второе — «Oeuvres revues, corrigées et augmentées» (1623) — содержит ещё «Пирам и Фисба», оды, сонеты, элегии, "Фрагменты комической повести" (Fragments d’une histoire comique) (откуда Мольер заимствовал кое-что для своих «педантов»), акты, относящиеся к процессу автора, и небольшую поэму «Дом Сильвии» (La maison de Sylvie). Были ещё издания 1626 г., 1630 г. (где помещено «Послание Бальзаку» (Lettre à Balzac)) и т. д. вплоть до конца XVII в., когда Теофиля забыли совершенно.
Его вспомнили романтики — и иногда преувеличивали его дарование.

### Основные произведения
- «Пирам и Фисба» (Pyrame et Thisbé) — трагедия в 5 актах, написанная александрийским стихом;
- «Трактат о бессмертии души» (Traité de l’immortalité de l'âme) — вольный перевод Платоновского "Федона" ,чередующий прозу и стих;
- «Дом Сильвии» (La Maison de Sylvie) — 10 од в честь своих "адвокатов";
- «Сонеты» (Les Sonnets)

### Произведения
- Œuvres complètes de Théophile Tome I. (недоступная ссылка) Éd. M. Alleaume. Kraus reprint, 1995.
- Œuvres complètes de Théophile Tome II. (недоступная ссылка) Éd. M. Alleaume. Kraus reprint, 1995.
- Après m’avoir fait tant mourir, Œuvres choisies de Théophile de Viau, éditées par Jean-Pierre Chauveau. Gallimard, collection Poésie, 2002.